# Амбросенков, Алексей Прокопьевич
Алексей Прокопьевич (Прокофьевич) Амбросенков (1922—2005) — советский автогонщик, мастер спорта СССР, испытатель НАМИ. Представлял ДСО «Торпедо».

## Биография
Участник Великой Отечественной войны, командир разведывательного броневика, младший сержант.
С 1947 г. работал в НАМИ (Центральном научно-исследовательском автомобильном и автомоторном институте). Испытывал газогенераторный ГАЗ-51.
В 1951 г. 100 км на чемпионате Москвы по шоссейно-линейным гонкам прошёл со средней скоростью 163,8 км/ч став чемпионом Москвы.
28 мая 1952 г. Амбросенков в гонке на 1 км на опытном автомобиле «Звезда - НАМИ» Александра Пельтцера развил среднюю скорость 175, 524 км/ч, что являлось на тот момент мировым рекордом (оформлен в Международной федерации автоспорта не был).
15 июля 1952 г. установил рекорд скорости СССР.
В 1952-1960 гг. на спортивных автомобилях «Звезда» установил 22 всесоюзных рекорда скорости в классах машин 250, 350 и 500 куб.см. 
В 1958 г. на первом чемпионате СССР по ралли стал бронзовым призёром, в 1962 г.  стал бронзовым призером чемпионата СССР по группе «Юниор», победителем гонок на приз «Минского кольца». 
Пот завершении карьеры автогонщика работал начальником транспортной группы на Байконуре, механиком в ЦНИИ «Комета» и затем до 1999 г. работал в НАМИ.